# Полонія (Чернівці)
Спортивний клуб «Полонія» (Чернівці) або просто «Полонія» (пол. Klub Sportowy Polonia Czerniowce) — австро-угорський та румунський футбольний клуб з міста Чернівці, заснований у грудні 1907 року польською громадою міста.

## Хронологія назв
- 1907—1909: КС Сарматія Чернівці
- 1910—1912: БАСК Чернівці (нім. Bukowinaer Allgemeiner Sportklub Czernowitz)
- 1912—1914: КС Дорост Соколи Чернівці
- 1914—1919: КС Вікторія Чернівці
- 1919—1935: КС Полонія Чернівці
- 1935—1940: КС Вавел Чернівці

## Історія
Футбольний клуб «Сарматія» був ззаснований в Чернівцях у 1907 році польською меншиною міста. У 1909 році був розформований, але вже наступного року відновився й об'єднався з БАСК Чернівці. У 1912 році футбольна команда відокремилася від БАСКу, щоб утворити власний клуб, «Дорост Соколи» (Чернівці). У 1914 році польський спортивний клуб був перейменований у «Вікторія» (Чернівці), а навесні 1919 року — в «Полонія» (Чернівці).
З 1919 року команда брала участь у крайових чемпіонатах Буковини. У сезоні 1921/22 років виграла чемпіонат Буковини й здобула можливість зіграти в фінальній частині чемпіонату Румунії, в якому припинила боротьбу вже за підсумками першого раунду. Наступного сезону команда знову виступала в чемпіонаті Буковини, стала її переможницею та виступала в фінальній частині румунського чемпіонату, але, як і минулого сезону, поступилася в першому раунді змагання. Нааступного разу «Полонія» виграла чемпіонат Буковини в сезоні 1927/28 років, але в фінальній частині чемпіонату Румунії знову не досяг особливих успіхів. Наступні роки у грі клуб був спад, у 1933 році він вилетів до Другої ліги чемпіонату Буковини. Проте вже наступного сезону став переможцем Другої ліги та повернувся до Першого дивізіону.
У жовтні 1935 року змінив назву на «Вавель» (Чернівці). У 1938 році вилетів до Другої ліги округ «Чернівці».
У 1940 році з приходом радянської влади на Буковину клуб було розформовано.

## Досягнення
- Чемпіонат Буковини
  -  Чемпіон: 1921, 1922, 1922/23, 1927/28
  -  Срібний призер: ?
  -  Брозовий призер: 1926/27

## Стадіон
Спочатку клуб не мав власного стадіону. До 1914 року проводив домашні поєдинки на Horeczaer Wiese та Roscher Wiese. У 1919 році був збудований стадіон під назвою «Boisko Polskie» (зараз на його місці знаходиться «дитячий» стадіон ДЮСШ №1 (Чернівці)). Його максимальна відвідуваність склала 5 000 уболівальників, які прийшли подивитися на товариський матч «Полонії» проти віденського «Хакоаха» (1:12) у 1921 році. З 1935 по 1940 рік клуб проводив свої домашні матчі на стадіонах Jahnplatz, Makkabiplatz та стадіоні «Драгош-Вода».

## Статистика виступів
Команда виступала в крайовому чемпіонаті Буковини, перемога в цьому турнірі надавала команді право взяти участь у фінальній частині чемпіонату Румунії.
| Сезон   | Змагання                                                                                                  |
| ------- | --- |
|         | |
| 1919    | Неофіційний чемпіонат Буковини                                                                            |
| 1920    | Виступи в першому офіційному чемпіонаті Буковини                                                          |
| 1921    | Перше місце в чемпіонаті Буковини та участь у фінальній частині чемпіонату Румунії (сезон 1921/22)        |
| 1922    | Перше місце в чемпіонаті Буковини та вихід до нещодавно створеної Ліги 1 чемпіонату Буковини              |
| 1922/23 | Перше місце в Лізі 1 чемпіонату Буковини та вихід до фінальної частини чемпіонату Румунії (сезон 1922/23) |
| 1923/24 | 7-е місце в Лізі 1 чемпіонату Буковини                                                                    |
| 1924/25 | 4-е місце в Лізі 1 чемпіонату Буковини                                                                    |
| 1925/26 | 4-е місце в Лізі 1 чемпіонату Буковини                                                                    |
| 1926/27 | 3-є місце в Лізі 1 чемпіонату Буковини                                                                    |
| 1927/28 | Перше місце в Лізі 1 чемпіонату Буковини та вихід до фінальної частини чемпіонату Румунії (сезон 1927/28) |
| 1928/29 | 6-е місце в Лізі 1 чемпіонату Буковини                                                                    |
| 1929/30 | 7-е місце в Лізі 1 чемпіонату Буковини                                                                    |
| 1930/31 | 7-е місце в Лізі 1 чемпіонату Буковини                                                                    |
| 1931/32 | 4-е місце в Лізі 1 чемпіонату Буковини                                                                    |
| 1932/33 | 6-е місце в Лізі 1 та пониження до новоствореної Ліги 2 жудетяну «Чернівці»                               |
| 1933/34 | Перше місце в Лізі 2 жудетяну Чернівці та вихід до Ліги 1                                                 |
| 1934/35 | 6-е місце в Лізі 1 жудетяну Чернівці                                                                      |
| 1935/36 | 5-е місце в Лізі 1 жудетяну Чернівці                                                                      |
| 1936/37 | Невідоме місце в Лізі 1 жудетяну Чернівці                                                                 |
| 1937/38 | Невідоме місце в Лізі 1 жудетяну Чернівці та Виліт до Ліги 2                                              |
| 1938/39 | Невідоме місце в Лізі 2 жудетяну Чернівці                                                                 |
| 1939/40 | Невідоме місце в Лізі 2 жудетяну Чернівці                                                                 |

### Виступи в Дивізії А
- У сезоні 1921/22 років став переможцем чемпіонату Буковини. У 1/4 фіналу чемпіонату Румунії клуб з Чернівців поступився «Триколору» (Бухарст) з рахунком 0:1.
- У сезоні 1922/23 років став переможцем чемпіонату Буковини. У 1/4 фіналу чемпіонату Румунії клуб з Чернівців поступився «Тигру-Муреш» з рахунком 0:1.
- У сезоні 1927/28 років став переможцем чемпіонату Буковини. 1 липня 1928 року у 1/4 фіналу чемпіонату Румунії поступився «Міхаю Вітеазулу» з Кишинева з рахунком 2:5.

## Відомі гравці
У «Полонії» (Чернівці) грали, у тому числі й брати Мицинські, колишні гравці клубу «Чарні» (Львів). 
- Станіслав Міцинський — гравець збірної Румунії
- Казімєж Міцинський
- Йосиф Клейн